# توماس إي. أتكينز
توماس إي. أتكينز (بالإنجليزية: Thomas E. Atkins)‏ هو عسكري أمريكي، ولد في 5 فبراير 1921 في كامبوبيلو في الولايات المتحدة، وتوفي في 15 سبتمبر 1999 في إنمان في الولايات المتحدة.